# Meta (dopływ Zadrny w Chełmsku Śląskim)
Meta (niem. Meta) – potok, prawy dopływ Zadrny o długości ok. 2,3 km. Wypływa z kilku wykapów obniżenia leżącego między Chełmskiem Śląskim a Uniemyślem będącego działem zlewisk Morza Bałtyckiego i Morza Północnego. Wpływa do Zadrny w Chełmsku Śląskim.